# 麥仕德
麥仕德少將，CB，OBE[?]（1923年5月26日—2015年9月8日），英國陸軍將領，1975年2月至1977年3月擔任駐港英軍副司令兼啹喀旅少將。
來自軍人家庭的麥仕德在1942年加入英國陸軍，同年配屬至英屬印度陸軍旗下的雅麗珊皇后直屬第3啹喀來福槍團，由此展開他與啹喀兵的長久聯繫。第二次世界大戰期間，他先後派駐英屬印度和緬甸等地，也曾參與緬甸戰役。戰後，他因為1947年印度獨立而被編入英軍第10啹喀來福槍團，及後曾於馬來亞、婆羅洲和香港等地服役，並參與應對馬來亞緊急狀態和印馬衝突。從軍期間他曾三度獲得傳令褒獎，也先後獲得多面軍事獎章，1965年升任中校。
1967年，麥仕德隨啹喀兵派駐香港，在六七暴動期間應付中港邊境的緊張局勢，當中包括於同年7月8日在沙頭角槍戰率領英軍解救遭中國大陸民兵攻擊的沙頭角警崗。8月10日至11日的文錦渡事件當中，他與大埔理民官鮑富達等人一度被大陸工人挾持於文錦渡警崗，其後遭武力威迫下簽署「認罪保證書」後才得以獲釋。儘管邊境的連串事件是英方和港府在六七暴動期間遭遇的一大挫折，但麥仕德與部屬保持克制，避免使緊張局勢升級。
麥仕德後來於1968年和1974年分別升任准將和少將，駐港英軍副司令兼啹喀旅少將任內是他第四度派駐香港。1977年退伍後，他熱心於退伍軍人活動，並於1977年至1985年榮任瑪麗公主直屬第10啹喀來福槍團上校和於1980年至1990年出任啹喀旅協會主席。

## 生平

### 早年生涯
麥仕德是蘇格蘭人，1923年5月26日生於英國告羅士打郡泰丁頓（Teddington）。他的父親羅納德·詹姆士·費里耶·麥卡利斯特上校（Colonel Ronald James Frier McAlister，1897年－1961年）是職業軍人，服役於亞皆及修打蘭高地軍團，曾參與第一次世界大戰和第二次世界大戰，1944年獲頒授OBE（軍事）勳銜；母親諾拉·普羅瑟（Nora Prosser）後來改嫁來自巴斯的T·M·科林斯（T. M. Collins）。麥仕德在家中三兄弟之中排行第二，他的兄長布賴恩·費里耶·麥卡利斯特中尉（Lieutenant Brian Frier McAlister，1922年－1944年）在二戰期間先後服務於英皇愛德華七世直屬第2啹喀來福槍團和第153（啹喀）傘兵營，1944年於緬甸陣亡；三弟大衛·尼爾·麥卡利斯特上尉（Captain David Neil McAlister，1928年－）曾於皇家砲兵團服役。
由於父親長年派駐英屬印度等地，麥仕德童年主要留在英國由祖父母照顧。他早年受教於愛丁堡的德雷霍恩學校（Dreghorn School），其後升讀坎布里亞郡的塞德伯學校（Sedbergh School），在校內是壁手球隊和壁球隊隊長。1942年1月，剛畢業的麥仕德決定仿傚父親和兄長投身軍隊，於漢普郡奧爾德索特接受三星期的軍官訓練，然後在格拉斯哥乘船出發前往印度，同年4月抵達孟買正式加入英屬印度陸軍。麥仕德小時候家人愛以他的其中一個中間名「Lorne」（洛恩）稱呼他，但從軍後，同僚則多用他的名字「Ronald」（羅納德）或別名「Ronnie」（龍尼）。

### 軍事生涯

#### 二戰經歷
麥仕德從軍的時候正值二次大戰，他抵達印度後首先於班加羅爾的見習軍官訓練小組受訓，同時學習烏爾都語。1942年10月，他以少尉軍階編入雅麗珊皇后直屬第3啹喀來福槍團，儘管沒有任何實戰經驗，但他卻被派往印度北部台拉登擔任叢林戰教官。半年後，他於1943年調往浦那附近的卡達夸薩拉軍營（Khadakwasla Camp），在營內的東方戰爭學校（Eastern Warfare School）接受特訓。東方戰爭學校是英軍特別行動部隊（S.O.E.）轄下136部隊的一所秘密訓練基地，專門向來自緬甸、馬來亞、越南和法國等地的軍官教授游擊戰戰術以對付日軍。他在那裡接受的訓練包括模擬從潛水艇駕駛獨木舟搶灘、在鐵路放置炸藥、叢林導向和荒野求生等。在一次晚間訓練當中，麥仕德在馬德拉斯開往孟買的鐵路上模擬炸毀鐵軌，但正當他引發一場微型爆炸的時候，一列特快列車卻即將駛至，幸好火車司機見狀及時剎停火車，未有釀成重大意外。當局事後一度懷疑事件涉及惡意破壞，經調查後他最終沒有遭到深究。
1944年12月，麥仕德取得常規軍官資格，同時返回已收編到第17印度步兵師的第3啹喀來福槍團第1營。1945年1月，他隨軍前往印度東北部的因帕爾，其後橫渡緬甸欽敦江，沿途擊退日本陸軍第33軍，並於同年5月從日軍手上奪回仰光，結束全長350英里的征伐；事後他更憑藉傑出表現，獲上級傳令褒獎。戰事期間，麥仕德所屬的第1營曾於1945年2月趕赴緬甸中部密鐵拉，參與擊退正在圍攻當地的日軍，並由他以第1營副官身份負責在營級總部操作前方的無線電網絡，以便把前線戰報轉發往旅級總部。可是，他的營級總部其後遭日軍砲火打中，造成包括其勤務兵在內一共七人陣亡；當時他正好奉命到前線尋找其中一連失去聯絡的部隊，因而避過一劫。
1945年8月，日本宣告無條件投降，標誌著二戰結束。同年11月，麥仕德獲擢升為中尉；二戰的經歷也為他換來一面1939年至1945年星章、一面緬甸星章、一面國防獎章和一面1939年至1945年大戰獎章（附有一枚橡葉勳扣）。

#### 戰後工作
二戰結束後，麥仕德留在軍中服務，但鑑於他原屬的第3啹喀來福槍團隨著1947年印度獨立編入新建的印度陸軍，他調進保留於英國陸軍的第10啹喀來福槍團第2營（1950年改稱瑪麗公主直屬第10啹喀來福槍團），並於1948年派駐香港。1950年5月，他升任上尉，同年以第2營副官身份前赴馬來亞，應對當地的緊急狀態，期間他對付馬來亞共產黨的游擊隊有功，第二度獲得傳令褒獎，而且獲頒授一面1918年版本的一般服務獎章（附有一枚橡葉勳扣和一枚鑄有「馬來亞」字樣的橫條）。1953年至1955年，他返回英國擔任步兵學校教官，其後於1956年保送到坎伯利參謀學院深造，學成後於1957年5月升任少校，並再度派赴馬來亞應對持續的緊急狀態。這次他在馬來亞擔任第99啹喀旅旅級少校，主力對付馬共游擊隊，1959年更獲英廷頒授MBE（軍事）勳銜，對其在馬來亞的軍事工作予以肯定。
麥仕德在1959年離開馬來亞，翌年調往香港在駐港英軍擔任連長，此後他返回英國，1961年至1962年在三軍聯合參謀學院深造，以及於1962年至1964年出任國防部參謀長委員會助理秘書。1964年至1966年，他奉命前赴婆羅洲（印尼一方稱為加里曼丹島）擔任第10啹喀來福槍團第1營副營長，其後升任營長，在印馬衝突中支援馬來西亞抵抗印尼一方的侵略，期間又於1965年11月升任中校。該次衝突源於印尼的蘇卡諾政府不滿馬來亞、新加坡和英屬婆羅洲在1963年合併成為馬來西亞而引發的，衝突集中於馬來西亞在婆羅洲與印尼接壤的邊境地區，並由1963年一直持續到1966年蘇卡諾倒台後才告平息。麥仕德在婆羅洲展開一次巡邏偵察任務時曾與印方激烈交鋒；另外還於1965年一次軍事行動當中擊退企圖進犯砂拉越邊境的印尼特種部隊，事後他獲得第三度傳令褒獎和頒授一面1962年版本的一般服務獎章（附有一枚橡葉勳扣、一枚鑄有「婆羅洲」字樣的橫條和一枚鑄有「馬來半島」字樣的橫條）。

#### 六七暴動
1967年5月，香港爆發了持續大半年的六七暴動，暴動源於一家塑膠花廠勞資糾紛引發的工潮，工潮在左派的介入和文化大革命風潮席捲香港的情況下愈演愈烈。左派滋事份子從5月6日開始與警方發生連場衝突，迫使香港政府一度實施局部地區宵禁，左派團體其後更成立「港九各界同胞反對港英迫害鬥爭委員會」（簡稱「鬥委會」），以「反英抗暴」為號召挑戰殖民地政府，對殖民地政府的管治構成威脅。
為應對六七暴動，擔任第10啹喀來福槍團第1營營長的麥仕德在1967年奉調來港執行內部保安工作，卻於同年7月8日遇上沙頭角槍戰。當日上午約9時30分，數百名來自華界的中國大陸民兵集結於中英邊境所在的沙頭角，麥仕德接報後隨即奉命率領第1營其中兩連約240名啹喀兵，於上午10時30分趕往位於沙頭角外圍的沙頭角警署戒備，並由一隊隸屬於近衛騎兵團的裝甲車隊作後勤支援。上午大約11時，這批民兵越界包圍位處邊陲的沙頭角警崗，除了向警崗拋擲土製炸彈，又以來福槍和機關槍掃射一隊正前往警崗增援的警方防暴隊，造成警員傷亡。由於一直未有接到上級指示，再加上為免擦槍走火使局勢升級，麥仕德唯有按兵不動，與部隊留在外圍的沙頭角警署監控情況。
下午1時30分，麥仕德終於接到指令，率軍進入沙頭角驅逐越境進入英界的大陸民兵，同時港府也宣佈對沙頭角實施宵禁。不過，麥仕德與部隊進入沙頭角的過程並不順利，期間大陸民兵得到中國人民解放軍從邊界掩護下掃射英軍，並以土製炸彈和機關槍再次攻擊沙頭角警崗，但英軍在麥仕德指令下未有開火還擊，又以稻田作掩護步步進迫，雙方陷入對峙局面。一直到下午5時，大陸民兵全面撤回華界，英軍即重新掌控沙頭角，並救出沙頭角警崗內的死傷警員。事件最終造成五名警員殉職，當中包括兩名巴基斯坦裔警員和三名華裔警員，另有11名警員受傷，而香港的左派報章則指中方有一人死亡和八人受傷。
沙頭角槍戰發生後，英軍和啹喀兵暫代警方的邊境巡邏工作，但邊境局勢仍然不穩，1967年8月還先後發生文錦渡事件和打鼓嶺事件。當年8月5日，大約30名穿梭邊界從事食品搬運的大陸工人由華界抵達英界的文錦渡關卡時，不滿原本張貼於橋頭警崗牆上宣揚毛澤東思想的標語被撕走，憤而奪走警崗內的兩把槍枝，並且包圍和闖入警崗。時任大埔理民官鮑富達（Trevor Bedford）和第48啹喀步兵旅旅長馬田准將（Brigadier Peter Martin）隨後到場調停，兩人簽署了一份保證書，准許工人在英界內張貼非煽動性標語、確保大陸居民在英界的安全、以及不反對大陸居民在英界內舉行學習毛澤東思想的集會，工人方才散去。
8月9日，又一批大陸搬運工人在文錦渡英界內張貼大字報，但晚上被邊境當局以大字報具煽動性內容為理由撕走，當局還於文錦渡的英界橋頭架起鐵絲網，防止有人走近警崗。翌日下午約1時30分，一名大陸搬運工人因為手推車被鐵絲網撞翻而報稱受傷，未幾約40多名搬運工人包圍警崗，要求當局回應他們的三點訴求，即履行8月5日的三項保證、拆除鐵絲網、以及向受傷的搬運工人作出賠償。這次鮑富達在麥仕德等軍警陪同下前來調停，但雙方談判陷入膠著狀態，包圍警崗的工人更將鮑富達和麥仕德等人困在警崗之內，而包括第10啹喀來福槍團第1營在內的英軍則在文錦渡外圍戒備。
8月10日晚上約11時，這批大陸工人用鐵勾和斧頭撞破鐵絲網，繼而衝入警崗挾持鮑富達、麥仕德、英軍和警務人員等十多人，迫令他們解除武裝和繳械。隨後，鮑富達和麥仕德等指揮人物被解到警崗外的文錦渡橋頭，當時英軍擔心工人會把人質押往華界而計劃展開營救，但鮑富達和麥仕德則以擴音器叫英軍不要輕舉妄動。被挾持期間，鮑富達和麥仕德等人多番被工人強迫簽署一份「認罪保證書」，以接納工人較早時開出的三點訴求，但起初被他們拒絕。雙方糾纏了一段時間後，有工人拿著斧頭走到鮑富達面前，另一工人則用利刀指著他的背部，而麥仕德也被人用手槍指著背部。結果鮑富達、麥仕德和邊境警區警司披頓（William Paton）三人在工人的武力威嚇下就範和簽署「認罪保證書」。簽署後，工人把鮑富達、麥仕德和披頓等八人帶到文錦渡關卡的橋上宣讀「認罪保證書」，最終於8月11日清晨約5時釋放他們，並發還奪走的武器，事件才告平息。港府事後立即於8月11日清晨發表聲明，強調鮑富達等人在受到生命威脅的情況下簽署「認罪保證書」，對有關文件不予承認，同時宣佈全面封閉中港邊境，以待局勢緩和。
就在文錦渡事件平息後不久，大約40名手持紅旗、竹竿和鐮刀的農民在8月11日早上9時30分從華界羅芳村走到打鼓嶺關口。儘管港府在兩個多小時前已宣告關閉邊境，但他們仍強行進入英界，被英軍施放催淚彈驅散。稍後，這批農民再度於關口集結，聲稱要到英界的農田工作，始獲軍警放行。可是到下午3時，這批農民被指聚眾生事，軍警驅散不果後施放催淚彈，期間農民與軍警發生衝突，混亂中造成一名外籍督察和數名軍警受傷，遇襲督察頭部和胸部更被刺傷，情況嚴重。下午4時，打鼓嶺局勢恢復平靜，然而當一隊軍警步回打鼓嶺警署的時候，華界突然傳出連串槍聲，子彈射向英界的農田，雖然沒有造成傷亡，但未知槍聲是由大陸民兵抑或解放軍所發。
香港邊境發生的連串事件成為英方和港府在六七暴動期間遭遇的一大挫折，但鑑於香港的左派暴動缺乏市民支持，再加上中國大陸的文革風潮愈演愈烈，為免出現反效果，時任中華人民共和國國務院總理周恩來在1967年12月向香港的左派陣營下達命令停止「反英抗暴」，擾攘香港近七個月的六七暴動終告全面平息。亂事平息後，麥仕德於1968年3月離開香港，同年英廷以他在沙頭角槍戰中指揮有功，向他頒授OBE（軍事）勳銜。

#### 後期工作
麥仕德1968年離開香港後返回英國短暫出任三軍聯合參謀學院教官，同年調任柏林步兵旅旅長，任內軍階於1968年12月由中校直接跳升為准將（追溯至1968年6月生效）。此後，他於1971年獲保送往加拿大國防學院深造，學成後於1972年至1975年返回英國出任總司令委員會演習監督，及後於1975年5月獲擢升為少將（追溯至1974年1月生效）。
1975年2月，麥仕德第四度派駐香港，接替班納少將（Major-General E. J. S. Burnett）出任駐港英軍副司令兼啹喀旅少將。在任期間，他歷仕彭英武爵士和夏卓賢爵士兩任駐港英軍司令，並曾多次署任司令的職務。他其他的主要工作還包括協助軍方與港府簽訂新的防衛經費協議，並安排於1976年把深水埗軍營部份用地轉交港府，成為協議生效後首幅移交港府的軍用土地。至於深水埗軍營的餘下大部份土地，也於1977年底前分階段移交港府。麥仕德在港期間也積極參與社區活動，例如在1975年11月主持香港青年協會赤柱戶外活動中心的揭幕儀式，以及在1977年1月主持新界區公益金百萬行開步禮等。
麥仕德在1977年3月卸任，駐港副司令一職由駐港英軍總部參謀長祁百川准將（Brigadier Derek Crabtree）兼領，但啹喀旅少將的職務改由夏卓賢兼任。麥仕德同年6月正式從第10啹喀來福槍團退休，為肯定他多年來在軍中的工作，他於1977年再一次獲英廷頒授CB（軍事）勳銜。

### 晚年生涯
麥仕德退休後於1977年至1985年榮任瑪麗公主直屬第10啹喀來福槍團上校，以及於1980年至1990年出任啹喀旅協會主席，並且熱心參與退伍軍人活動。晚年的他退居於英國根德郡布羅德斯泰爾，1977年至1988年在當年擔任韋爾斯利府學校的財務主管，1980年至2009年間又任巴克馬斯特紀念安老院主席。2015年9月8日，他於布羅德斯泰爾家中逝世，終年92歲。

## 個人生活
麥仕德在1964年娶莎莉·尤爾特·馬紹爾（Sally Ewart Marshall）為妻，兩人育有兩名女兒。他的興趣包括高爾夫球和園藝，生前是陸海軍會、皇家聖喬治高爾夫球會和資深高爾夫球手學會會員，並曾於1989年至1990年擔任皇家聖喬治高爾夫球會的隊長，其後分別於1991年至1996年出任該會名譽司庫，以及於2004年至2008年出任會長。

## 部份著作
- Bugle & Kukri: the story of 10th Princess Mary's Own Gurkha Rifles. London: Regimental Trust 10th Princess Mary's Own Gurkha Rifles, 1984.  
  - （直譯：《軍號與大彎刀：瑪麗公主直屬第10啹喀來福槍團的故事》。倫敦：第10啹喀來福槍團信託，1984年。）

## 榮譽
- 以下列出榮譽全稱及縮寫：^ 
  - 1939年至1945年星章[9]
  - 緬甸星章[9]
  - 國防獎章[9]
  - 1939年至1945年大戰獎章（附有一枚橡葉勳扣）[9]
  - 1918年版一般服務獎章（附有一枚橡葉勳扣和一枚鑄有「馬來亞」字樣的橫條）[9]
  - 英帝國員佐（軍事）勳章（M.B.E. (Mil.)） （1959年4月28日[14]）
  - 1962年版一般服務獎章（附有一枚橡葉勳扣、一枚鑄有「婆羅洲」字樣的橫條和一枚鑄有「馬來半島」字樣的橫條）[9]
  - 英帝國官佐（軍事）勳章（O.B.E. (Mil.)） （1968年英女皇壽辰授勳名單[31]）
  - 巴斯同袍（軍事）勳章（C.B. (Mil.)） （1977年元旦授勳名單[42]）

## 注腳
1. 1 2 3 4 5 6 7 8 9 10 11 12 13 14  "Major-General Ronald McAlister" (12 September 2015)
2. 1 2 3 4 5 6 7 8 9 10 11 12 13 14 15  Who's Who 2013 (2012), pp.1421-1422.
3. ↑  "McALISTER, Colonel Ronald James Frier" (1962)
4. ↑  The Half-Yearly Army List (January 1939), p.545-6.
5. ↑  "Supplement to Issue 36436 （页面存档备份，存于）", London Gazette, 21 March 1944, p.1362.
6. ↑  "Births Sep 1923: McAlister, Ronald W. L. （页面存档备份，存于）", FreeBMD, retrieved on 28 December 2016.
7. ↑  "In Memoriam: Lieutenant Brian F McAlister" (retrieved on 28 December 2016)
8. 1 2 3  The Army List Vol. 2 (1996), p.244.
9. 1 2 3 4 5 6 7 8 9 10 11 12 13 14 15 16 17 18 19 20 21 22 23 24 25 26 27 28 29 30 31 32  "Major General Ronald McAlister - obituary" (22 September 2015)
10. ↑  "Issue 35974 （页面存档备份，存于）", London Gazette, 9 April 1943, p.1647.
11. ↑  "Supplement to Issue 37381 （页面存档备份，存于）", London Gazette, 7 December 1945, p.6010.
12. ↑  "Supplement to Issue 38967 （页面存档备份，存于）", London Gazette, 14 July 1950, p.3614.
13. ↑  "Supplement to Issue 41079 （页面存档备份，存于）", London Gazette, 24 May 1957, p.3162.
14. 1 2  "Supplement to Issue 41692 （页面存档备份，存于）", London Gazette, 24 April 1959, p.2763.
15. 1 2 3 4  〈結束卅五年軍旅生涯，駐港三軍副司令麥仕德少將卸任〉（1977年3月24日）
16. ↑  "Supplement to Issue 43911 （页面存档备份，存于）", London Gazette, 25 February 1966, p.2311.
17. ↑  "Indonesian Confrontation, 1963–66" (retrieved on 28 December 2016)
18. 1 2  〈六七暴動40周年回顧：走過香港文革的歲月〉（2007年5月6日）
19. 1 2  《文化大革命志補卷一：赤禍香港》（造訪於2016年12月28日）
20. 1 2  〈英皇壽辰授勛，軍部授勛名單〉（1968年6月8日）
21. 1 2 3 4  張家偉（2012年），頁111。
22. ↑  張家偉（2012年），頁111至112。
23. ↑  張家偉（2012年），頁112。
24. 1 2  張家偉（2012年），頁114至115。
25. 1 2 3 4 5 6  〈打鼓嶺卅餘名暴民昨午闖入英界鬧事，英軍五人被擊傷〉（1967年8月12日）
26. 1 2  張家偉（2012年），頁114。
27. 1 2 3 4  〈共區暴徒衝入文錦渡，搗毀鐵絲網奪軍警槍械，用刀斧脅迫理民官簽字〉（1967年8月12日）
28. 1 2 3  張家偉（2012年），頁115。
29. 1 2 3  〈華界暴徒越界滋事，奪去英軍三枝槍械〉（1967年8月11日）
30. 1 2 3 4 5 6  〈文錦渡大捷詳情：港英露醜後嚇得封鎖邊界棄守警署〉（1967年8月12日）
31. 1 2  "Supplement to Issue 44600 （页面存档备份，存于）", London Gazette, 31 May 1968, p.6304.
32. ↑  "Supplement to Issue 44754 （页面存档备份，存于）", London Gazette, 30 December 1968, p.13910.
33. ↑  "Supplement to Issue 46563 （页面存档备份，存于）", London Gazette, 6 May 1975, p.5857.
34. ↑  "Supplement to Issue 46570 （页面存档备份，存于）", London Gazette, 12 May 1975, p.6186.
35. ↑  〈夏卓賢中將今抵港履新〉（1976年3月24日）
36. 1 2  〈在英港防衛經費協議下，首幅軍地交還港府〉（1976年3月10日）
37. ↑  〈青年協會建成赤柱活動中心〉（1975年11月29日）
38. ↑  〈新界區公益金百萬行本週大窩口出發〉（1977年1月19日）
39. ↑  〈陸軍副司令麥仕德檢閱童軍服務隊〉（1976年3月23日）
40. 1 2  "Supplement to Issue 47184 （页面存档备份，存于）", London Gazette, 28 March 1977, p.4282.
41. ↑  "New deputy chief" (12 May 1979)
42. 1 2  "Supplement to Issue 47102 （页面存档备份，存于）", London Gazette, 30 December 1976, p.3.
43. ↑  "Supplement to Issue 47160 （页面存档备份，存于）", London Gazette, 1 March 1977, p.2829.
44. ↑  "Supplement to Issue 50059 （页面存档备份，存于）", London Gazette, 11 March 1985, p.3469.
45. ↑  "McALISTER, Major-General Ronald William Lorne" (September 2015)

### 英文資料
- The Half-Yearly Army List（页面存档备份，存于）. London: H.M. Stationery Office, January 1939.
- "McALISTER, Colonel Ronald James Frier", Calendars of the Grants of Probate and Letters of Administration (England and Wales), 1962.
- "New deputy chief", The South China Morning Post, 12 May 1979, p.9.
- The Army List Vol. 2. London: H.M. Stationery Office, 1996.
- Who's Who 2013. London: A. & C. Black, 2012.
- "McALISTER, Major-General Ronald William Lorne（页面存档备份，存于）", Telegraph Death Announcements, September 2015.
- "Major-General Ronald McAlister", The Times, 12 September 2015.
- "Major General Ronald McAlister - obituary（页面存档备份，存于）", The Daily Telegraph, 22 September 2015.
- "In Memoriam: Lieutenant Brian F McAlister （页面存档备份，存于）", ParaData, retrieved on 28 December 2016.
- "Indonesian Confrontation, 1963–66（页面存档备份，存于）", Australian War Memorial, retrieved on 28 December 2016.

### 中文資料
- 〈華界暴徒越界滋事，奪去英軍三枝槍械〉，《工商晚報》第一頁，1967年8月11日。
- 〈共區暴徒衝入文錦渡，搗毀鐵絲網奪軍警槍械，用刀斧脅迫理民官簽字〉，《香港工商日報》第四頁，1967年8月12日。
- 〈打鼓嶺卅餘名暴民昨午闖入英界鬧事，英軍五人被擊傷〉，《香港工商日報》第四頁，1967年8月12日。
- 〈文錦渡大捷詳情：港英露醜後嚇得封鎖邊界棄守警署〉，《大公報》第一張第一及第三版，1967年8月12日。
- 〈英皇壽辰授勛，軍部授勛名單〉，《華僑日報》第二張第二頁，1968年6月8日。
- 〈青年協會建成赤柱活動中心〉，《華僑日報》第四張第一頁，1975年11月29日。
- 〈在英港防衛經費協議下，首幅軍地交還港府〉，《工商晚報》第三頁，1976年3月10日。
- 〈夏卓賢中將今抵港履新〉，《工商晚報》第二頁，1976年3月24日。
- 〈陸軍副司令麥仕德檢閱童軍服務隊〉，《華僑日報》第三張第三頁，1976年3月23日。
- 〈新界區公益金百萬行本週大窩口出發〉，《華僑日報》第二張第二頁，1977年1月19日。
- 〈結束卅五年軍旅生涯，駐港三軍副司令麥仕德少將卸任〉，《華僑日報》第三張第三頁，1977年3月24日。
- 〈六七暴動40周年回顧：走過香港文革的歲月（页面存档备份，存于）〉，《香港蘋果日報》，2007年5月6日。
- 張家偉著，《六七暴動：香港戰後歷史的分水嶺》。香港：香港大學出版社，2012年。 ISBN 978-9-88808-396-1
- 《文化大革命志補卷一：赤禍香港》。延陵科學綜合室，造訪於2016年12月28日。

## 外部鏈結
- 南華早報悼文（页面存档备份，存于）（2015年10月4日）
- 瑪麗公主直屬第10啹喀來福槍團網站
- 啹喀旅協會網站（页面存档备份，存于）

| 军职              | 军职                                                  | 军职                |
| ----------------- | ----------------------------------------------------- | ------------------- |
| 前任者： 班納少將 | 駐港英軍副司令 1975年2月－1977年3月                   | 繼任者： 祁百川准將 |
| 前任者： 班納少將 | 啹喀旅少將 1975年2月－1977年3月                       | 繼任者： 夏卓賢爵士 |
| 榮銜              |                                                       |                     |
| 前任者： 班納少將 | 瑪麗公主直屬第10啹喀來福槍團上校 1977年3月－1985年2月 | 繼任者： 莊俊彥准將 |